# ベルテプ
ベルテプ（Вертеп Vertep）は、ウクライナの伝統的な移動式人形劇で、キリスト教の宗教劇や世俗的（主にユーモラスで風刺的な）戯曲を上演する。また、キリストの降誕を再現した馬小屋の模型を指す場合もある。ウクライナのベルテプ劇は、独自の劇文化として発展し、17世紀から知られている。世俗的な部分は19世紀のウクライナ喜劇の基礎を築いた。
主にバロック時代（17〜18世紀）のウクライナで普及し、地域ごとの多様なバリエーションが存在した。ベルテプはロシア、ベラルーシ、セルビアなど他のスラブ諸国や、クロアチア、セルビアのスレムやコルバラ地域でも見られた。ウクライナでは教会よりも民主的な民衆文化と結びつき、ポーランドのショプカや西洋の静的な「ヤセルカ」（降誕場面の模型）とは異なる動的な劇形式を特徴とする。

## 語源
「ベルテプ」という語は古教会スラブ語に由来し、「洞窟」「裂け目」「谷」を意味する。キリスト降誕の故事がベツレヘムの洞窟で起きたことにちなむ。ウクライナの詩人タラス・シェフチェンコは詩で「ナザレで福音が告げられ、ベルテプで栄光が生まれた」と詠んでいる。

## 形式と構造

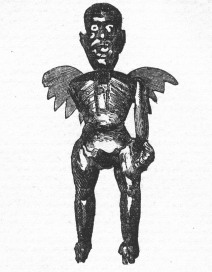
ベルテプのキャラクター「サタンの甥」。1882年のガラガン編『ウクライナのベルテプ』より

ベルテプは、2階建ての木製の箱形舞台（高さ約2m、幅約1m）を使用する人形劇である。上階ではキリストの降誕をテーマにした宗教劇（「聖なる部分」）を上演し、下階では地域の風俗や社会を風刺したインターメディア（世俗劇）を上演する。宗教劇は比較的固定された構成を持ち、世俗劇は地域や演者の創意に応じて変化した。
人形は木製で、棒やワイヤーで操作され、最大40体に及ぶ。死神が鎌を振り、コサックが踊るなど、一部の人形は機械仕掛けで動く。宗教劇の登場人物は聖書の衣装をまとい、世俗劇のキャラクター（農民、ジプシー、ポーランド人など）は社会的・民族的特徴を反映した衣装を着る。音楽はコリャーダや教会のカント（多声合唱）で宗教劇を、ホパークやクラコヴィアクなどの民俗音楽で世俗劇を彩る。
19世紀以降、ベルテプは人形劇から生身の俳優による街頭劇へと発展し、現代ではコリャーダの行事に組み込まれることが多い。

## 歴史

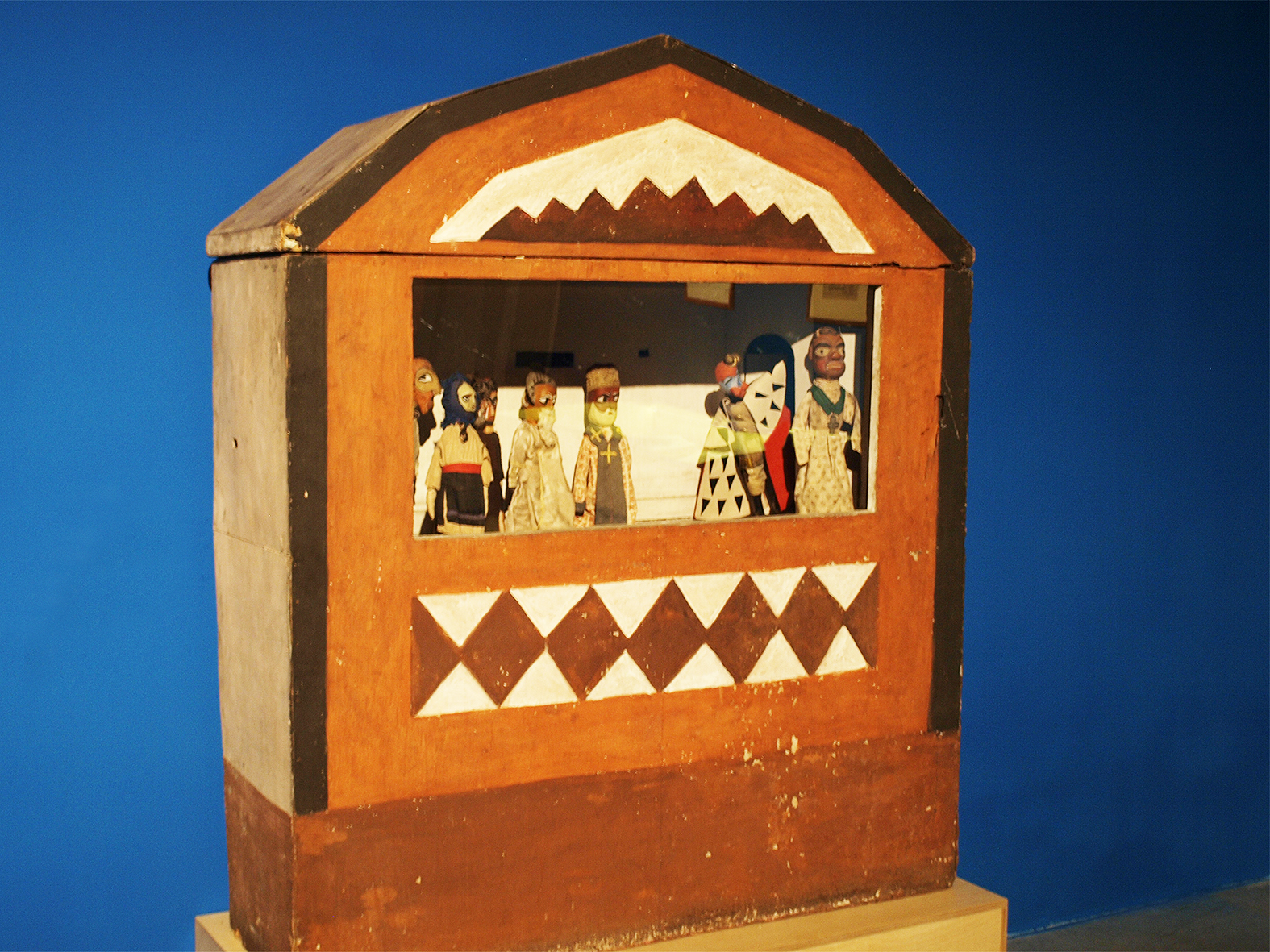
1923年のメジヒルスキー・ベルテプ

ベルテプの起源は議論の対象であり、正確な開始時期は不明である。16世紀末にウクライナで記録されたのが最古の例とされるが、イヴァン・フランコはポーランドの研究者エラズム・イゾポルスキーの報告（1591年と1639年のベルテプ記述）を疑問視し、信頼性に欠けると批判した。
17世紀のキエフ・モヒーラ学院の学生（ブルサク）がベルテプを普及させ、宗教劇と世俗劇を組み合わせた形式を確立した。18世紀にはピョートル1世やエカチェリーナ2世の時代にウクライナ文化の抑圧政策により一時衰退したが、コサックの歴史やコリャーダの伝統を伝える手段として民衆に根付いた。
ロシア革命後、ソビエト政権の無神論政策により1930年代にベルテプはほぼ消滅したが、西ウクライナ（特に東ガリツィア）ではキリスト教の伝統として存続した。1923〜1924年には、メジヒルスキー美術・陶芸学校で「革命ベルテプ」が上演され、ボイチュキズムの影響を受けた革新的な演出が試みられた。

## 起源に関する諸説
ベルテプの起源には複数の説が存在する：
- 西方起源説: ムィコラ・マルケヴィチは、ベルテプがポーランド経由で西欧からキエフに伝わったと主張（1860年）[9]。
- 独自発展説: パウロー・ジテツキーは、ベルテプがマリオネット劇や学校のミステリー劇から発展した独自の劇形式とみなす[10]。
- ドイツ影響説: ムィハイロ・ドラホマノフは、リヴィウのドイツ人コミュニティがベルテプの導入に影響を与えた可能性を指摘[11]。

- 教会起源説: ロシアの研究者（例: M. ヴィノグラードフ）は、ベルテプが教会の宗教劇に由来すると主張。
イヴァン・フランコは、ベルテプが西欧の降誕劇と民衆の風刺劇を融合した独自の形式であり、16世紀末には存在したと推測するが、正確な起源は不明と結論づけた。

## 劇の構成と登場人物

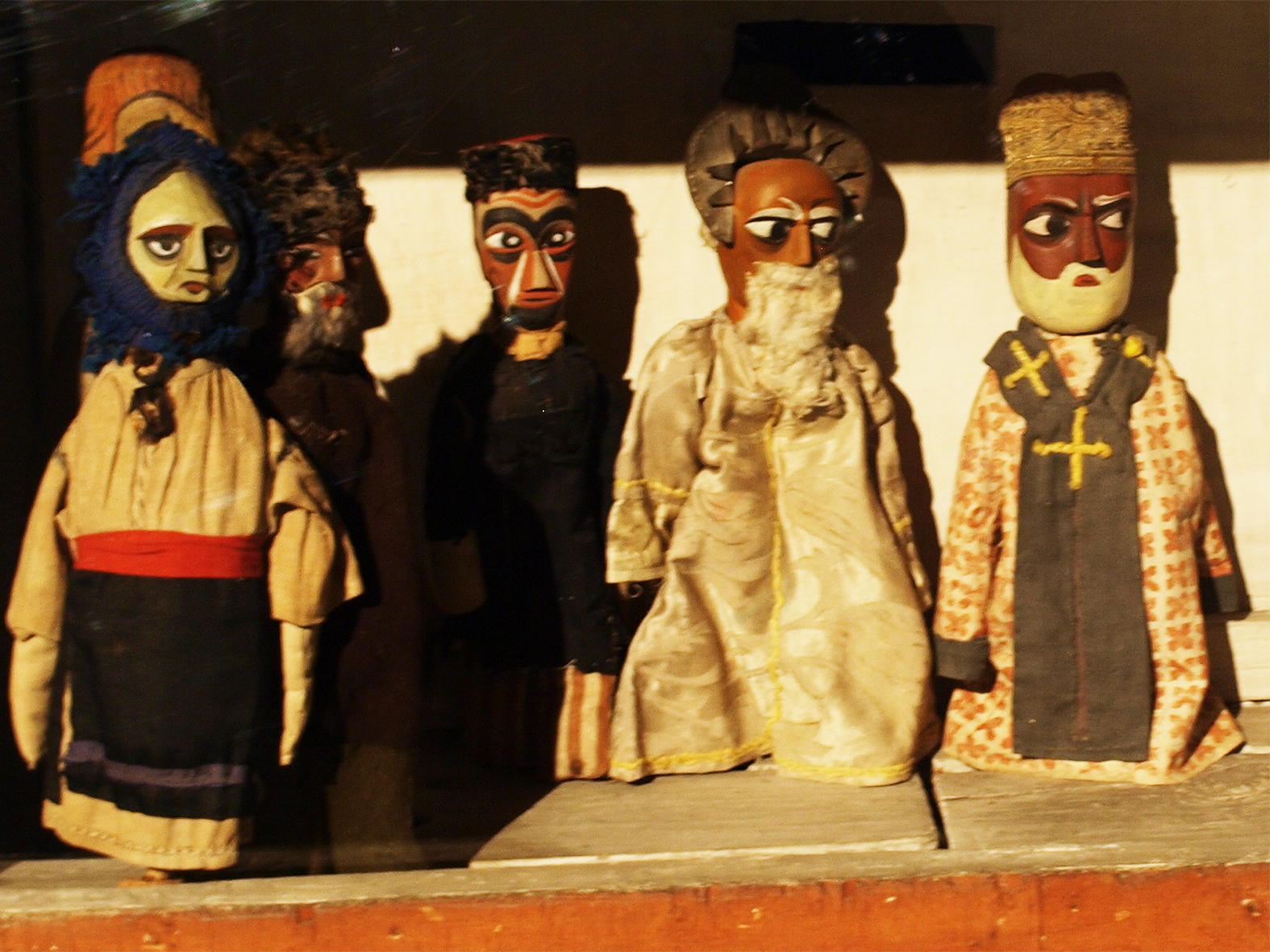
メジヒルスキー・ベルテプの人形（1923年）

ベルテプの宗教劇は、ヘロデ大王がイエス・キリストの誕生を知り、ベツレヘムの幼児殺害を命じる物語を基盤とする。死神がヘロデを罰し、悪魔が彼を地獄に引きずる場面で終わる。世俗劇では、コサック、農民、ジプシー、ポーランド人、ユダヤ人など、民族的・社会的なステレオタイプがユーモラスに描かれる。登場人物は地域や時代により異なり、最大40体の人形が登場する。

## ベルテプの舞台
ベルテプの舞台（箱）は、天国（上階）と地上（下階）を象徴する2階構造で、木や段ボールで作られる。観客側が開いており、底板や仕切りに人形を動かすための溝が設けられる。人形は彫刻され、民族衣装や社会的特徴を反映し、一部は機械仕掛けで動く（例: 死神の鎌、コサックの踊り）。音楽はコリャーダや民俗舞踊の旋律で彩られ、バンドゥーラやツィンバルなどの楽器が伴奏する。

### 著名なベルテプの箱
- ガラガン箱: 1770年、キエフのブルサクがソキリンツィのガラガン家で上演。現存する最古のベルテプの一つで、テキストと楽譜が保存されている[13]。
- クピャンスク箱: ソビエト時代に再構築。宗教劇の部分が縮小され、世俗的なテーマが強調された[14]。